# Otto Ritschl
Otto Karl Albrecht Ritschl, född den 26 juni 1860 i Bonn, död där den 28 september 1944, var en tysk teolog, son till Albrecht Ritschl.
Otto Ritschl, som till sin teologiska ståndpunkt räknades till den från fadern utgående riktningen, blev 1885 privatdocent i Halle, 1889 e.o. professor i Kiel, 1894 i Bonn och ordinarie professor där 1897. 
Ritschl gjorde sig, trots att han till facket var systematisk teolog, mest känd genom en rad gedigna arbeten om dogmutvecklingens och teologins historia.